# Georgia Byng

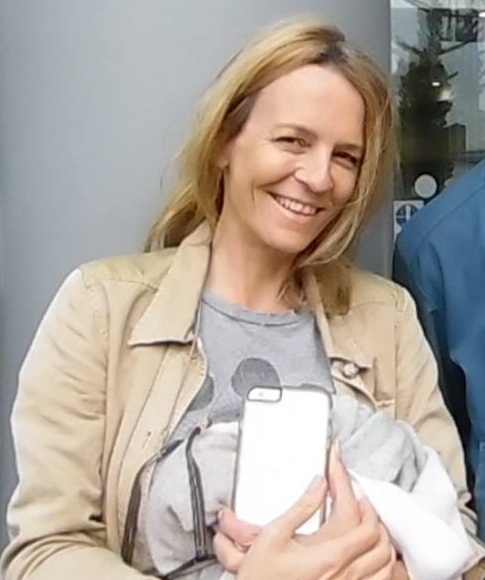
Georgia Byng (2016)

Georgia Mary Caroline Byng (* 6. September 1965) ist eine britische Kinderbuchautorin. Ihr erstes Schriftstück war für einen Comicstrip und ihr erstes veröffentlichtes Buch war The Sock Monsters. Byng ist sehr bekannt für ihr Buch Molly Moon’s Incredible Book of Hypnotism und seine Folgebände. Darin geht es um ein Mädchen, das ein Buch über Hypnose findet und lernt, wie man hypnotisiert. Sie war außerdem an der Verfilmung 2015 als Drehbuchautorin und Filmproduzentin beteiligt.
Byng wurde mit J. K. Rowling, Autorin der Harry-Potter-Romane, verglichen. Sie hat eine Tochter aus der Ehe mit Daniel S. Chadwick und zwei weitere Kinder aus der Ehe mit dem Künstler Marc Quinn. Seit 2019 ist sie mit dem Bassisten Guy Pratt liiert.

## Kleinigkeiten
Im März 2006 wurden in Neuseeland und Australien Kopien des Buches Party Princess von Meg Cabot mit Byngs Bild auf dem Rückendeckel veröffentlicht und daher öfter verkauft als die von Cabot selbst. Die Bücher wurden sofort aus den Regalen genommen und das Bild wurde korrigiert.

## Bücher

### Molly Moon
1. Molly Moon. Aus dem Engl. von Wolfram Ströle. Hanser, München/Wien 2003, ISBN 978-3-446-20297-9. (Original: Molly Moon’s Incredible Book of Hypnosis)
2. Molly Moon und das Auge der Zeit. Hanser Verlag, 2005, ISBN 3-446-20436-9. (Original: Molly Moon Stops the World)
3. Molly Moon und der indische Magier. dtv Verlag, Reihe Hanser, 2007, ISBN 978-3-423-62323-0. (Original: Molly Moon’s Hypnotic Time Travel Adventure)
4. Molly Moon und der verlorene Zwilling. Hanser Verlag, 2009, ISBN 978-3-446-23377-5. (Original: Molly Moon, Micky Minus and the Mind Machine)
5. Molly Moon und der Verwandlungszauber. Hanser Verlag, 2011, ISBN 978-3-446-23782-7. (Original: Molly Moon and the Morphing Mystery)

### Schwarze Katzen
- The Ramsbottom Racket. 2001, ISBN 0-7136-6169-0.
- The Ramsbottom Rumble. 2002, ISBN 0-7136-6173-9.

### Andere
- The Sock Monsters. 1995, ISBN 1-85881-232-1.
- Jack’s Tree. 2000, ISBN 0-7136-5400-7.